# Ilford & District League
De Ilford & District League is een Engelse regionale voetbalcompetitie uit de hoofdstad Londen. De league werd opgericht in 1918 en beslaat het gebied van Walthamstow in het westen en Romford in het oosten.
Er zijn 4 divisies waarvan de hoogste zich op het 13de niveau in de Engelse voetbalpiramide bevindt. De kampioen van de Premier Division kan promoveren naar de Essex Olympian League. 

## Kampioenen sinds 1960
|      | Premier Division   | Division One           | Division Two            | Division Three           |
| ---- | ------------------ | ---------------------- | ----------------------- | ------------------------ |
| 1961 | St Edmunds         | Bishopsgate            | Pirie Appleton          | Saxton                   |
| 1962 | Hainault Rangers   | Loughton Amateurs      | Roding Rangers          | Debden Sports Reserves   |
| 1963 | Hainault Rangers   | Prides                 | Woodstone               | Highway Sports           |
| 1964 | Prides             | Queens                 | Abridge                 | Cranbrook Rovers         |
| 1965 | Roding Rangers     | Debden Sports Reserves | Hampshire Sports        | Roding Rangers Reserves  |
| 1966 | Prides             | Hampshire Sports       | Loughton Town           | Manford Way Reserves     |
| 1967 | Snaresbrook        | Old Clarkonians        | Manford Way Reserves    | Wiggins Teape            |
| 1968 | Ilford Catholic    | Elmbridge              | Wiggins Teape           | Ilford Corinthians       |
| 1969 | Snaresbrook        | Bishopsgate            | Fairlop Youth           | Snaresbrook Reserves     |
| 1970 | Snaresbrook        | Pirie Appleton         | Caterham                | Borough B                |
| 1971 | Goodmayes Hospital | Caterham               | Tower Hamlets           | Mayfield                 |
| 1972 | Border Rangers     | Debden Sports          | Mayfield                | Albion                   |
| 1973 | Debden Sports      | Mayfield               | Manford Way             | Mayfield Reserves        |
| 1974 | Buckhurst Hill     | Defiant                | Buckhurst Hill Reserves | Toby Royals              |
| 1975 | Ship Carbon        | Melbourne Sports       | Manford Way Reserves    | Kingswood                |
| 1976 | Frenford Senior    | Hainault Wanderers     | Normeade                | Warren United Reserves   |
| 1977 | Warren             | Stanford (Woodford)    | Leanda                  | San Remo                 |
| 1978 | Caribbean Int      | Ilford Legion          | San Remo                | Telex                    |
| 1979 | Caribbean Int      | New Campbell           | British India           | Yewlands Eng             |
| 1980 | Caribbean Int      | British India          | Park West               | Barking Borough Reserves |

Voor het seizoen 1980/81 werd de Senior Division geïntroduceerd
|      | Premier Division   | Division One          | Division Two          | Division Three          | Senior Division        |
| ---- | ------------------ | --------------------- | --------------------- | ----------------------- | ---------------------- |
| 1981 | Newtown Wesley     | Forest Gate Wanderers | Seven Kings Reserves  | Newmont B               | Manford Way            |
| 1982 | Abyssinian         | Newmont B             | Unicorn               | Newtown Wesley Reserves | Caribbean Int Reserves |
| 1983 | Leytonstone United | St Francis            | Socomex               | Hainault WMC            | Newmont Travel         |
| 1984 | Socomex            | Hainault WMC          | Frenford              | Newham Primary Reserves | Caribbean Int Reserves |
| 1985 | Hainault WMC       | Downshall             | Chigwell              | Leytonstone United A    | St Francis             |
| 1986 | Kingswood Reserves | Newham NALGO          | Hainault WMC Reserves | Cranbrook (DAG)         | St Francis             |
| 1987 | Hainault WMC       | Westill               | Cranbrook (DAG)       | HO Rangers              | Melbourne Sports       |

Na seizoen 1986/87 werd de Senior Division vervangen door Division Four.
|      | Premier Division | Division One     | Division Two     | Division Three           | Division Four        |
| ---- | ---------------- | ---------------- | ---------------- | ------------------------ | -------------------- |
| 1988 | Westill          | FC Lamont        | Downshall        | FC Lamont Reserves       | Melbourne Sports A   |
| 1989 | Westill          | Downshall        | Shadbolt         | Colbrook                 | Lakeview             |
| 1990 | Westill          | Lakeview         | Barking Borough  | Rougvie Rovers           | Leytonstone United B |
| 1991 | West Essex       | Reivers          | Hainault Rangers | Canning Town A           | Chigwell Old Boys    |
| 1992 | Lamont           | Glendale         | Blumson          | Chingford Mount Reserves | Avondale United      |
| 1993 | West Essex       | Chigwell         | Westill Reserves | West Essex Reserves      | Durning              |
| 1994 | St Francis       | Westill Reserves | Canning Town A   | Frenford                 | Hammers              |
| 1995 | AC Milla         | Canning Town A   | Daytona Athletic | Valentines               | William Fitt         |
| 1996 | Melbourne Sports | Daytona Athletic | Castle United    | William Fitt             | Melbourne Sports A   |

Na seizoen 1995/96 werd Division Four geschrapt
|      | Premier Division | Division One              | Division Two       | Division Three             |
| ---- | ---------------- | ------------------------- | ------------------ | -------------------------- |
| 1997 | Beckton Town     | Wheelers A                | Border Rangers     | Swan OP                    |
| 1998 | Wheelers         | Melbourne Sports Reserves | Swan OP            | Gooseley Athletic          |
| 1999 | Ryan             | Maidonians                | Frenford Reserves  | West Green United Reserves |
| 2000 | East Ham Baptist | Ascot United              | Edgeguard          | Gooseley Athletic          |
| 2001 | East Ham Baptist | Swan OP                   | Romford Town       | Ryan Reserves              |
| 2002 | St Francis       | Loughton                  | AFC Kings          | Newtown Wesley Reserves    |
| 2003 | Memorial Sports  | All Hallows St Vincent    | Ryan A             | geen Div 3                 |
| 2004 | Ryan             | Clayhall                  | AFC Kings Academy  | geen Div 3                 |
| 2005 | Clapton Reserves | Leytonstone               | East London Celtic | Titans United              |
| 2006 | St Francis       | AC Leyton PF              | London & Essex     | Castle United              |